# 阿品東駅
阿品東駅（あじなひがしえき）は、広島県廿日市市阿品一丁目にある広島電鉄宮島線の駅である。駅番号はM36。

## 歴史
当駅は1931年（昭和6年）2月、宮島線の全通と同日に開業した。当時の駅名は阿品駅（あじなえき）である。宮島線は開業より複線であったが、当駅を含む廿日市から宮島までの区間は太平洋戦争下の1944年（昭和19年）、当時広島市内で建設が進められていた皆実線の資材に充てるために下り線のレールが撤去され、単線に変更された。このとき、当駅には列車交換のための待避線が新設されている。同区間が複線へ戻されたのは戦後、1950年（昭和25年）のことであった。
駅名は1954年（昭和29年）に地御前県病院前駅（じごぜんけんびょういんまええき）へ改称される。この改称に先立つ1951年（昭和26年）6月には県立地御前病院が地御前村（当時、1956年に合併して廿日市町）に開院している。同院は県立広島病院の地御前分院へと変更されたのち、1972年（昭和47年）3月をもって廃止された。この月のはじめには当駅も再改称し、阿品駅へと戻されている。そこから阿品東駅と称するようになったのは2001年（平成13年）。当駅の隣駅で、西日本旅客鉄道（JR西日本）山陽本線の阿品駅に隣接する田尻駅を広電阿品駅へ改称するため、駅名が変更された。

### 年表
- 1931年（昭和6年）2月1日：阿品駅として開業[2]。
- 1954年（昭和29年）：地御前県病院前駅に改称[6]。
- 1972年（昭和47年）3月1日：県立地御前病院の廃止のため、阿品駅に再度改称[2]。
- 2001年（平成13年）11月1日：JR阿品駅に隣接する田尻駅を広電阿品駅に改称するため、当駅を阿品東駅に改称[8][9]。

## 駅構造

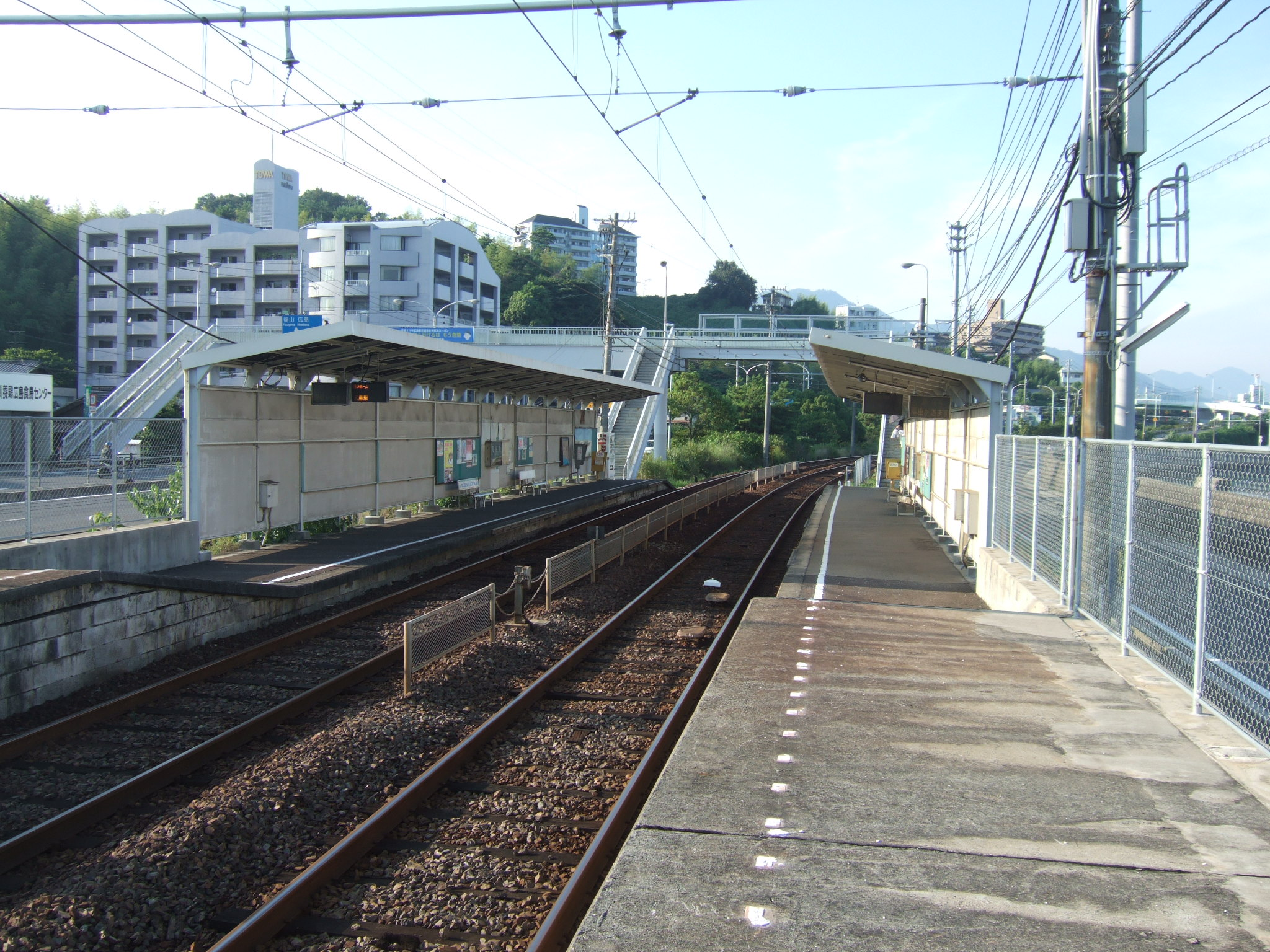
ホーム（奥に歩道橋が見える）

阿品東駅はホームが地面に接する地上駅という形態をとる。ホームは2面あり、2本の線路を挟み込むように向かい合わせに配置された相対式ホームである。線路の東側にあるのが広電宮島口駅方面へ向かう下りホーム、西側にあるのが広電西広島（己斐）駅方面へ向かう上りホームで、互いのホームは駅の西側を通る国道2号から伸びた歩道橋によって結ばれる。
両ホームの広電宮島口寄りには、かつて宮島線内で運行されていた鉄道車両専用の高床ホームが残されている。

## 利用状況
「廿日市市統計書」または「移動等円滑化取組報告書（鉄道駅）」によると、近年の1日平均乗降人員は以下の通りである。
| 年度                | 1日平均 乗降人員 |
| ------------------- | ---------------- |
| 1994年（平成06年）  | 910              |
| 1995年（平成07年）  | 890              |
| 1996年（平成08年）  | 874              |
| 1997年（平成09年）  | 983              |
| 1998年（平成10年）  | 892              |
| 1999年（平成11年）  | 752              |
| 2000年（平成12年）  | 715              |
| 2001年（平成13年）  | 654              |
| 2002年（平成14年）  | 611              |
| 2003年（平成15年）  | 608              |
| 2004年（平成16年）  | 477              |
| 2005年（平成17年）  | 537              |
| 2006年（平成18年）  | 530              |
| 2007年（平成19年）  | 551              |
| 2008年（平成20年）  | 569              |
| 2009年（平成21年）  | 542              |
| 2010年（平成22年）  | 561              |
| 2011年（平成23年）  | 587              |
| 2012年（平成24年）  | 589              |
| 2013年（平成25年）  | 595              |
| 2014年（平成26年）  | 620              |
| 2015年（平成27年）  | 590              |
| 2016年（平成28年）  | 606              |
| 2017年（平成29年）  | 584              |
| 2018年（平成30年）  | 569              |
| 2019年（令和 元年） | 570              |
| 2020年（令和02年）  | 483              |
| 2021年（令和03年）  | 489              |
| 2022年（令和04年）  | 482              |

## 駅周辺
駅のすぐ東側には瀬戸内海が迫っている。駅西側すぐを走る国道2号を越えて山側へ行くと阿品台ニュータウンという広大な住宅街が広がる。
- 阿品台下水処理場
- NTT西日本地御前電話交換所

## 隣の駅
広島電鉄
■宮島線
地御前駅 (M35) - 阿品東駅 (M36) - 広電阿品駅 (M37)